# Hai Hai
Albums de Roger Hodgson
In The Eye Of The Storm
(1984) Rites of Passage
(1997)
Hai Hai est le 2e album solo de Roger Hodgson, ancien guitariste-pianiste-chanteur du groupe rock britannique Supertramp. Cet album est sorti en 1987, parallèlement au disque Free As A Bird de ses anciens compères. Il y reprend une ancienne chanson de Supertramp, "Land Ho", qui était sortie en face B du single Summer Romance en 1974. Cette chanson annonçait un changement dans le son de Supertramp, par rapport à leurs deux premiers albums et celui à venir, Crime of the Century, elle est disponible sur la compilation Retrospectacle. Plusieurs invités prestigieux sont venus prêter main-forte sur cet album, comme les bassistes Nathan East et Leland Sklar, les frères Steve et Jeff Porcaro ainsi que le claviériste David Paich du groupe Toto, de même que le batteur Omar Hakim qui a joué entre autres avec Weather Report,  David Bowie et Sting. 

## Liste des titres
Toutes les chansons sont de Roger Hodgson, à l'exception de Land Ho de Rick Davies et Roger Hodgson. 
| Hai Hai | Hai Hai              | Hai Hai | Hai Hai | Hai Hai | Hai Hai | Hai Hai | Hai Hai | Hai Hai | Hai Hai |
| No      | Titre                | Durée   |         |         |         |         |         |         |         |
| ------- | -------------------- | ------- | ------- | ------- | ------- | ------- | ------- | ------- | ------- |
| 1.      | Right Place          | 4:15    |         |         |         |         |         |         |         |
| 2.      | My Magazine          | 4:30    |         |         |         |         |         |         |         |
| 3.      | London               | 4:11    |         |         |         |         |         |         |         |
| 4.      | You Make Me Love You | 5:09    |         |         |         |         |         |         |         |
| 5.      | Hai Hai              | 5:28    |         |         |         |         |         |         |         |
| 6.      | Who's Afraid         | 4:57    |         |         |         |         |         |         |         |
| 7.      | Desert Love          | 5:26    |         |         |         |         |         |         |         |
| 8.      | Land Ho              | 4:06    |         |         |         |         |         |         |         |
| 9.      | House On The Corner  | 5:31    |         |         |         |         |         |         |         |
| 10.     | Puppet Dance         | 5:17    |         |         |         |         |         |         |         |
| 48:48   |                      |         |         |         |         |         |         |         |         |

## Musiciens
- Roger Hodgson - Chant (1-10), Chœurs (1, 3-5, 8-10), Moog Basse (1), Claviers (3-5, 7-9), Piano (6), Synthétiseurs (6, 10), Guitare électrique (1, 2, 4, 5, 8, 10), Guitare acoustique 12 cordes (7), Basse (7), Synclavier Percussions (5)
- Dann Huff - Guitares (1, 3, 5-10)
- Ken Allardyce - Harmonica (1, 5), Guitare Rythmique (3), Chœurs (3, 8)
- Leland Sklar - Basse (8)
- Nathan East - Basse (3, 6)
- David Paich - Synthétiseur Basse (2), Orgue Hammond (2), Synthétiseur de cuivres (2)
- Robbie Buchanan - Synthétiseur (1), Programmation (4,6,10), Synthétiseur Basse (5), Piano électrique Rhodes (6), Claviers (3-5,9)
- Rhett Lawrence - Programmation du Fairlight  (5, 8, 10), Synthétiseurs (10)
- Steve Porcaro - Programmation des synthétiseurs (2)
- Eric Persing - Programmation des synthétiseurs (5, 6)
- Larry Williams - Saxophone (3), Programmation des synthétiseurs (7)
- Mikail Graham - DX7 Seetar Solo (3)
- Marc Russo - Saxophone (8)
- Albhy Galuten - Synclavier Percussions (5)
- Bruce Albertine - Synclavier Percussions (5)
- Omar Hakim - Batterie (1)
- Joseph Pomfret - Batterie (1, 4, 6-8) - Pseudonyme de Roger Hodgson
- Carlos Vega - Batterie (7, 8)
- Jeff Porcaro - Batterie (2-4, 6, 9)
- Lenny Castro - Percussions (1-6, 8-10)
- Claire Diament - Chœurs (3)
- Anni McCann - Chœurs (1,3-5, 8-10)
- Willie Hines - Chœurs (2)
- Brad Lang - Chœurs (2)